# Wydział Pedagogiki i Psychologii Uniwersytetu Śląskiego
Wydział Pedagogiki i Psychologii – jeden z wydziałów Uniwersytetu Śląskiego, mieszczący się w Katowicach przy ul. Grażyńskiego 53. Zalążkiem do jego powstania było utworzenie w 1973 roku na Wydziale Nauk Społecznych Instytutu Pedagogiki i Psychologii. Wydział jako samodzielna jednostka powstał trzy lata później.
Od 1 października 2019 roku, zarządzeniem Rektora UŚ, Wydział będzie funkcjonował jako Wydział Nauk Społecznych Uniwersytetu Śląskiego.

## Profil dydaktyczny i naukowy
Wydział kształci studentów na kierunkach pedagogika (w specjalnościach: pedagogika opiekuńczo-wychowawcza, pedagogika resocjalizacyjna z profilaktyką społeczną, pedagogika zdrowia z profilaktyką uzależnień, edukacja wczesnoszkolna i wychowanie przedszkolne, pedagogika resocjalizacyjna z profilaktyką społeczną, pedagogika resocjalizacyjna z penitencjarystyką, pedagogika resocjalizacyjna z socjoterapią, pedagogika opiekuńczo-wychowawcza ze wsparciem rodziny, pedagogika specjalna, edukacja i rehabilitacja osób z niepełnosprawnością intelektualną), psychologia (studia stacjonarne oraz niestacjonarne jednolite magisterskie w profilach zawodowych: psychologia kliniczna człowieka dorosłego, psychologia sądowa, psychologia rozwoju człowieka i rodziny w cyklu życia, psychologia pracy i organizacji, psychologia zdrowia i jakości życia) oraz zarządzanie zasobami ludzkimi.
Studia pedagogiczne umożliwiają wyposażenie absolwentów w wiedzę pedagogiczną uzupełnioną elementami wykształcenia filozoficznego, psychologicznego i socjologicznego; ukształtowanie umiejętności pedagogicznego myślenia, analizowania rzeczywistości wychowawczej, samodzielnego formułowania, klasyfikowania i rozwiązywania problemów pedagogicznych. Głównym celem kształcenia na kierunku psychologia jest wszechstronne przygotowanie absolwentów do profesjonalnego pełnienia społecznej roli psychologa w warunkach nieustannie i szybko zmieniających się zapotrzebowań na wiedzę i umiejętności psychologiczne. Realizacja programu studiów umożliwia również zaspokojenie indywidualnych zainteresowań studenta oraz sprzyja wszechstronnemu rozwojowi osobowości. Absolwent powinien być przygotowany do pełnienia różnych ról społecznych i podejmowania pracy w różnych zawodach.
W kręgu zainteresowań naukowców Wydziału znajdują się zagadnienia z zakresu pedagogiki i psychologii, w szczególności: współczesne mechanizmy rozwoju społeczeństwa zurbanizowanego a rola i zadania pedagogiki społecznej; modernizacja pozaszkolnych środowisk wychowawczych w warunkach zmiany społecznej; modernizacja edukacji wczesnoszkolnej w warunkach zmiany społecznej; organizacja i warunki działania pedagogicznego w instytucjach oświatowo-wychowawczych wraz z elementami historii; historia wychowania, edukacji i opieki nad dzieckiem w Polsce; szanse i zagrożenia przemian edukacyjnych; filozoficzny kontekst edukacji w Europie; edukacja medialna w społeczeństwie informacyjnym; edukacja twórcza; radzenie sobie ze stresem psychologicznym; psychologiczna ekspertyza sądowa w praktyce wymiaru sprawiedliwości i wiele innych.
Na Wydziale działa wiele kół naukowych, m.in.: Akademickie Koło Higieny Psychicznej, Koło Miłośników Psychologii C.G. Junga, Pedagogiczne Koło Edukacji Alternatywnej, Koło Terapii Pedagogicznej, Naukowe Koło Psychologów, Koło „Drama w Edukacji”.

## Kalendarium
- 1976 – utworzono Wydział Pedagogiki i Psychologii, jako ósmy wydział Uniwersytetu Śląskiego. Dziekanem Wydziału został jego organizator doc. dr Henryk Gąsior. Wydział mieścił się przy ul. Tyszki 53 (obecnie Grażyńskiego) w Katowicach. W roku utworzenia w budynku Wydziału rozpoczął działalność klub studencki „Pod Rurą”.
- 1977 – Instytut Pedagogiki podpisał porozumienie z Instytutem Pedagogiki Uniwersytetu Adama Mickiewicza w Poznaniu. Wstrzymano rekrutację na kierunek pedagogika przedszkolna.
- 1978 – Wydział uzyskał prawo do nadawania stopnia naukowego doktora nauk humanistycznych.
- 1979 – na Wydziale odbyła się II Krajowa Konferencja Psychologii Stosowanej.
- 1981 – nowym dziekanem Wydziału została doc. dr hab. Wanda Bobrowska-Nowak. Wskutek zmiany struktury Wydziału w miejsce Instytutu Pedagogiki powstały Katedry: Badań Placówek Oświatowych, Pedagogiki Społecznej, Pedagogiki Wczesnoszkolnej, Podstaw Pedagogiki i Historii wychowania oraz Pracownia Technologii Kształcenia.
- 1986 – Wydział obchodził 10-lecie istnienia. Nowym dziekanem został doc. dr hab. Andrzej Radziewicz-Winnicki. Wprowadzono tzw. semestr zerowy dla kandydatów na studia dla pracujących na kierunek pedagogika resocjalizacyjna. Utworzono nowe Katedry: Psychologii Klinicznej, Psychologii Ogólnej i Psychologii Pracy, Psychologii Społecznej i Psychologii Kształcenia, Psychologii Zdrowia i Rozwoju Człowieka oraz Laboratorium Psychologiczne.
- 1990 – dziekanem Wydziału została prof. dr hab. Zofia Ratajczak.
- 1992 – w miejsce czterech kierunków studiów utworzono jeden – pedagogikę z określonymi specjalnościami.
- 1993 – dziekanem Wydziału został prof. dr hab. Henryk Moroz.
- 1994 – w miejsce dotychczasowych katedr utworzono Instytut Psychologii.
- 1995 – miejsce katedr zajmuje Instytut Pedagogiki. Po raz pierwszy przeprowadzono rekrutację na kierunki: pedagogika dla absolwentów kolegiów nauczycielskich i 3-letnich studiów zawodowych Wyższej Szkoły Pedagogicznej, nauczanie początkowe z logopedią (studia zawodowe) oraz psychologia (studia wieczorowe magisterskie).
- 1996 – w Instytucie Pedagogiki powstaje Katedra Studiów i Badań Edukacyjnych. Ze struktury Wydziału wyłączono Centrum Rozwoju Kierowniczej Kadry Oświatowej, które stało się samodzielną, podległą dziekanowi, jednostką. Dziekanem Wydziału została dr hab. Władysława Łuszczuk.
- 1997 – Wydział wraz z Biblioteką Główną współorganizuje sesję naukową poświęconą dorobkowi naukowemu doktora honoris causa Uniwersytetu Śląskiego prof. dr. hab. Bogdana Suchodolskiego.
- 2005 – na Wydziale uruchomiono nowe specjalności w ramach studiów na kierunku pedagogika: zintegrowana edukacja wczesnoszkolna i edukacja informatyczna oraz zintegrowana edukacja wczesnoszkolna i wychowanie przedszkolne działające w ramach studiów zawodowych w systemie dziennym i zaocznym. We współpracy z Katedrą Literatury Porównawczej Wydziału Filologicznego Wydział zorganizował sympozjum z udziałem delegacji z West Chester University na temat „Innovation in Higher Education: A Global Perspective”. Prof. zw. dr hab. Andrzej Radziewicz-Winnicki został mianowany na członka Naukowej Rady Wydziału Pedagogicznego Uniwersytetu w Ostrawie, jako pierwszy Polak zasiadający w gremium zatwierdzającym stopnie naukowe w zakresie nauk humanistycznych.
- 2006 – Wydział otrzymał uprawnienie do nadawania stopnia naukowego doktora habilitowanego nauk humanistycznych w dyscyplinie pedagogika. Rozpoczyna działalność Centrum Pomocy Psychologicznej w Sytuacjach Kryzysowych powołane w związku z katastrofą na terenie międzynarodowych Targów Katowickich. W tym samym roku na Wydziale uruchomiono studia doktoranckie z zakresu pedagogiki i psychologii. Dwóch pracowników Wydziału: prof. dr hab. Adam Stankowski oraz prof. zw. dr hab. Stanisław Juszczyk, zostaje uhonorowanych medalami za zasługi w rozwoju Wydziału Pedagogiki Uniwersytetu Jana Amora Komeńskiego w Bratysławie. Pod koniec roku Wydział obchodzi jubileusz 30-lecia istnienia, z tej okazji odbyło się sympozjum naukowe pt. „Rodowód, instytucjonalizacja, rozwój i zamierzenia katowickiej pedagogiki i psychologii”.
- 2007 – na Wydziale odbyła się konferencja podsumowująca działalność projektu „Human System Audit in the Heatlh Care Sector” realizowanego w ramach unijnego programu Leonardo da Vinci. Pod przewodnictwem dr. Ryszarda Kulika odbyły się warsztaty ekologiczne, zorganizowane w ramach obchodów 30-lecia Wydziału. Towarzyszyły im akcja sadzenia drzewek oraz cykl otwartych wykładów. Wydział objął patronatem V Ogólnopolski Festiwal Ekspresji Dziecięcej.

## Struktura
- Instytut Psychologii UŚ
  - Zakład Psychologii Pracy i Organizacji
  - Zakład Psychologii Społecznej i Środowiskowej
  - Zakład Psychologii Klinicznej i Sądowej
  - Zakład Psychologii Ogólnej
  - Zakład Psychologii Rozwoju Człowieka i Badań nad Rodziną
  - Zakład Psychologii Zdrowia i Jakości Życia
  - Laboratorium Psychologiczne
- Instytut Pedagogiki UŚ
  - Katedra Pedagogiki Wczesnoszkolnej i Pedagogiki Mediów
  - Katedra Pedagogiki Społecznej
  - Zakład Dydaktyki Ogólnej i Pedeutologii
  - Zakład Edukacji Muzycznej i Arteterapii
  - Zakład Pedagogiki Specjalnej
  - Zakład Pedagogiki Twórczości i Ekspresji Dziecka
  - Zakład Podstaw Pedagogiki i Historii Wychowania
  - Zakład Teorii Wychowania

## Władze Wydziału
- Dziekan: prof. zw. dr hab. Stanisław Juszczyk
- Prodziekan ds. Studiów Stacjonarnych: dr hab. Beata Mazepa-Domagała
- Prodziekan ds. Studiów Niestacjonarnych: dr hab. Teresa Wilk
- Prodziekan ds. Nauki: prof. dr hab. Katarzyna Krasoń[1]

## Czasopisma
„Chowanna” – najstarsze czasopismo pedagogiczne w Polsce

„Auxilium Sociale- Wsparcie Społeczne”

„Ponad-To” - czasopismo studenckie

„Neonatus”